# Kalpana Chawla
Kalpana Chawla (Karnal, 17 de março de 1962 — Texas, 1 de fevereiro de 2003) foi uma astronauta norte-americana nascida na Índia, integrante da tripulação da nave Columbia que se desintegrou na reentrada na atmosfera ao fim da missão STS-107, em fevereiro de 2003, matando todos os tripulantes.

## Biografia
Kalpana significa "imaginação" e descreve muito bem a curiosidade demonstrada por ela. Já quando criança ela adorava o céu e se sentava no telhado de sua casa junto com seu irmão para olhar a passagem dos aviões. Ela também pedia ao pai para fazerem pequenos passeios no clube de voo de sua cidade.
Ela era uma ótima aluna de matemática e de ciências e, quando sua professora usou o caso fictício de uma astronauta indiana para explicar o conceito de conjunto de medida zero, ela comentou com a turma: "Quem sabe? Um dia esse conjunto pode existir!"
Ela estudou engenharia aeronáutica, sendo, na maioria das aulas, a única aluna mulher. Os orientadores a incentivavam a mudar de carreira. Apesar disso, formou-se como bacharel em ciências no Colégio de Engenharia do Punjab, em 1982. Mudou-se então para os Estados Unidos, onde aprimorou seus estudos e conseguiu doutorados em ciências nas Universidades do Texas e do Colorado, quando começou a trabalhar com a NASA, naturalizando-se norte-americana em 1990.[carece de fontes?]

Chawla entrou para o grupo de astronautas da NASA em 1995, tendo sido selecionada entre 2.000 candidatos. Dois anos depois, em 1997, fez seu primeiro voo espacial a bordo da nave Columbia, ao lado de outros cinco astronautas, tendo dado 252 voltas ao redor do planeta Terra, num total de 10,5 milhões de quilômetros. Ela tornou-se a primeira mulher nascida na Índia e a segunda pessoa de origem indiana no espaço, após o vôo do cosmonauta Rakesh Sharma treze anos antes, na missão russa Soyuz T-11. A diferença era que Sharma era indiano e Chawla fez seu voo como cidadã norte-americana e apesar de seus interesses em comum, os dois nunca se encontraram pessoalmente.[carece de fontes?]
"O caminho dos sonhos ao sucesso existe. Que vocês possam ter a visão para encontrá-lo e a coragem de entrar nele."

Mensagem enviada do espaço por Kalpana Chawla para estudantes
Após seu vôo inaugural ela participou de atividades técnicas na NASA ligadas ao estudo da microgravidade até ser escalada para a tripulação da missão STS-107 do ônibus espacial Columbia em janeiro de 2003. Nesse voo, ela foi a responsável por estudos com braço robótico. Como uma das asas da aeronave havia sido danificada durante o lançamento, quando retornaram, infelizmente o ônibus espacial se desintegrou e nenhum dos ocupantes sobreviveu.
Apesar de naturalizada norte-americana nunca deixou de lado suas raízes indianas e sempre foi considerada pelo povo do país como um dos seus. Morreu como heroína e modelo de milhares de adolescentes indianas, especialmente em sua cidade natal de Karpal, onde sua vida inspirou as jovens a seguirem seus passos.[carece de fontes?]
Seu irmão, Sanjay Chawla, fez a seguinte declaração: "Para mim, minha irmã não morreu. Ela é imortal. Não são imortais as estrelas? Ela é uma estrela permanente no céu, o lugar a que ela pertence".[carece de fontes?]